# Capri-Napoli
La Maratona del Golfo Capri-Napoli è una gara di nuoto gran fondo di rilievo internazionale, valevole per la Coppa del Mondo di specialità.

## Storia
Originariamente promossa come traversata libera (sul modello di quella della Manica), si sviluppò diventando una due giorni in cui gli atleti, partiti dal lungomare di Napoli, raggiungevano l'Isola di Capri, sulla quale sostavano e si riposavano e da cui ripartivano la mattina del giorno dopo, per ripercorrere tragitto a ritroso verso il traguardo finale di Napoli (Napoli-Capri-Napoli).
Dal 1954 la gara, allora organizzata dal quotidiano Il Mattino, si stabilizzò sull'attuale percorso da Capri a Napoli (36 chilometri, circa 19,5 miglia marine), assumendo la fisionomia di gara di un giorno che, sino al 1992, assegnò ai suoi vincitori i titoli ufficiali di campione e di campionessa del mondo di specialità, venendo, poi, adottata ufficialmente dalla FINA.
Dopo anni di splendore, con un periodo di dominio quasi assoluto degli atleti egiziani (detti i coccodrilli del Nilo) ed argentini (detti i caimani), la gara fu sospesa fra il 1993 ed il 2002 e venne ripresa solo nel 2003 da Eventualmente, eventi e comunicazione; dallo stesso anno, 2003, è di nuovo una classica del circuito della Coppa del Mondo FINA, in particolar modo, dal 2008, del Grand Prix (poi UltraMarathon), la parte della Coppa del Mondo riservata alle gare con lunghezza minima di almeno 15 km. Nelle ultime edizioni è stata tappa finale del circuito, assegnando, oltre alla vittoria di tappa, anche i titoli iridati assoluti maschile e femminile.
Oggi è tappa del nuovo circuito mondiale UltraMarathon by WOWSA.

## Rotte
I concorrenti affrontano un percorso totale di circa 36 km, suddiviso in due parti: la prima libera, di circa 35 chilometri fra la spiaggia di Marina Grande a Capri e lo spazio marino del lungomare antistante Castel dell'Ovo a Napoli, che ognuno può interpretare a sua discrezione, in relazione all'andamento delle correnti marine. La seconda, lunga appena un chilometro, consiste in un rettilineo finale parallelo alla costa - una corsia delimitata da boe, che tutti i partecipanti devono imboccare obbligatoriamente. Location arrivo maggiormente adottate (piccola spiaggia sul Lungomare della Rotonda A. Diaz o la spiaggetta del Lungomare posta nei pressi di Piazza Vittoria). Nelle edizioni recenti sono stati adottati anche altri traguardi: Bagnoli (2005) e Via Nazario Sauro-Molosiglio (2013-2024).
Durante la prima parte libera gli atleti possono scegliere la rotta che vogliono, anche se ve ne sono quattro che sono più battute, in rapporto alle condizioni del mare e alle caratteristiche dell'atleta:
- Marina Grande–Procida–Capo Miseno–Castel dell'Ovo, che conta sull'arrivo del maestrale e viene tentata soprattutto da nuotatori di non grande prestanza fisica.
- Marina Grande–Punto di intersezione tra Capri, Castellammare e San Giovanni–Castel dell'Ovo, che consente di nuotare con la corrente a favore nelle prime ore di gara ma che, successivamente, costringe ad un notevole impegno; questa rotta è preferita dai nuotatori che sono abituati ad andare in progressione.
- Marina Grande–Castel dell'Ovo, che è la rottà più diretta e più breve, ma pure quella più insidiosa perché è sottoposta al continuo gioco delle correnti e dei venti, anche se in condizioni di mare piatto diventa sicuramente più facile; è una rotta che, soprattutto in condizioni di mare mosso, possono affrontare solo i nuotatori più completi da un punto di vista psicofisico.
- Marina Grande–Capo Posillipo–Via Caracciolo, che nella prima parte fino a Posillipo sfrutta le correnti favorevoli antimeridiane, anche se chiama nella parte finale ad uno sforzo molto maggiore.

## Primati
La 55ª edizione del 2020 ha visto cadere entrambi i record maschile e femminile. La migliore prestazione assoluta è stata ottenuta con 6:04:26 dall'italiana Arianna Bridi, prima donna vincitrice della manifestazione, che ha così migliorato di 7 minuti e 1 secondo il precedente record assoluto di 6:11:27 del kazako Vitalij Khudyakov (2014) e di ben 20 minuti e 21 secondi il precedente record femminile di 6:24.47 della brasiliana Ana Marcela Cunha (2014).
Anche l'autore della miglior prestazione maschile, l'olandese Marcel Schouten, con 6:05:07 è sceso sotto al precedente record assoluto di Vitalij Khudyakov.
Il nuotatore con il maggior numero di presenze è Damian Blaum (Argentina), presente al via per ben 16 volte e che ha "detronizzato" il suo connazionale Claudio Plit che è rimasto fermo "solo" a 15 presente ma in quattro differenti decadi (dagli anni '70 al 2000). Tra le donne, il primato di presenze appartiene a Pilar Geijo (Argentina), presente al via per 12 volte.

## Albo d'oro
| Edizione | Anno      | Vincitore                  | Nazione                    | Tempo                      | Vincitrice                     | Nazione                        | Tempo                          |
| -------- | --------- | -------------------------- | -------------------------- | -------------------------- | ------------------------------ | ------------------------------ | ------------------------------ |
| 1.       | 1954      | Marei Hassan               | Egitto                     | 10:00:42                   | Nessuna iscritta               | Nessuna iscritta               | Nessuna iscritta               |
| 2.       | 1955      | Alfredo Camarero           | Argentina                  | 8:45:40                    | Margareth Feathers             | Gran Bretagna                  | 12:11:49                       |
| 3.       | 1956      | Alfredo Camarero           | Argentina                  | 11:53:11                   | Nessuna al traguardo           | Nessuna al traguardo           | Nessuna al traguardo           |
| 4.       | 1957      | Tonatiuh Gutiérrez         | Messico                    | 8:58:28                    | Anna Mazzola                   | Italia                         | 13:03:55                       |
| 5.       | 1958      | Tonatiuh Gutiérrez         | Messico                    | 11:08:54                   | Magda Molnar                   | Ungheria                       | 13:53:12                       |
| 6.       | 1959      | Laszlo Kovats              | Ungheria                   | 10:07:24                   | Greta Andersen                 | Stati Uniti                    | 11:05:53                       |
| 7.       | 1960      | Diki Bojadi                | Jugoslavia                 | 11:14:03                   | Nessuna entro il tempo massimo | Nessuna entro il tempo massimo | Nessuna entro il tempo massimo |
| 8.       | 1961      | Carlos Larreira            | Argentina                  | 9:09:17                    | Soheir Baki                    | Rep. Araba Unita               | 11:38:59                       |
| 9.       | 1962      | Abdel Gelil                | Rep. Araba Unita           | 8:12:48                    | Soheir Baki                    | Rep. Araba Unita               | 10:16:11                       |
| 10.      | 1963      | Abdel Abou Heif            | Rep. Araba Unita           | 8:49:35                    | Athena Bojadi                  | Jugoslavia                     | 10:46:19                       |
| 11.      | 1964      | Mohamed Zeytun             | Siria                      | 10:43:52                   | Nessuna al traguardo           | Nessuna al traguardo           | Nessuna al traguardo           |
| 12.      | 1965      | Giulio Travaglio           | Italia                     | 9:25:12                    | Judith De Njis                 | Paesi Bassi                    | 10:20:47                       |
| 13.      | 1966      | Giulio Travaglio           | Italia                     | 8:15:13                    | Judith De Njis                 | Paesi Bassi                    | 9:53:52                        |
| 14.      | 1967      | Giulio Travaglio           | Italia                     | 8:37:13                    | Judith De Njis                 | Paesi Bassi                    | 8:55:13                        |
| 15.      | 1968      | Giulio Travaglio           | Italia                     | 8:12:52                    | Gisella Ghebardt               | Ungheria                       | 10:06:13                       |
| 16.      | 1969      | Marawan Saleh              | Siria                      | 11:01:20                   | Nessuna al traguardo           | Nessuna al traguardo           | Nessuna al traguardo           |
| 17.      | 1970      | Giulio Travaglio           | Italia                     | 7:32:47                    | Judith De Njis                 | Paesi Bassi                    | 8:54:14                        |
| 18.      | 1971      | Veljko Rogosic             | Jugoslavia                 | 7:43:51                    | Shedia El Rageb                | Rep. Araba Unita               | 11:42:29                       |
| 19.      | 1972      | Veljko Rogosic             | Jugoslavia                 | 7:32:50                    | Shedia El Rageb                | Rep. Araba Unita               | 11:18:57                       |
| 20.      | 1973      | Veljko Rogosic             | Jugoslavia                 | 9:21:12                    | Angela Marchetti               | Argentina                      | 12:09:31                       |
| 21.      | 1974      | Veljko Rogosic             | Jugoslavia                 | 7:05:41                    | Diana Nyad                     | Stati Uniti                    | 8:11:20                        |
| 22.      | 1975      | Ahmed Youssef              | Egitto                     | 7:14:42                    | Sahara Mansour                 | Egitto                         | 8:42:40                        |
| 23.      | 1976      | Marawan Gazawi             | Egitto                     | 9:05:34                    | Omnia Tantawi                  | Egitto                         | 10:19:32                       |
| 24.      | 1977      | Maher Saleh                | Siria                      | 7:40:00                    | Mona Hussein                   | Egitto                         | 8:26:52                        |
| 25.      | 1978      | John Kinsella              | Stati Uniti                | 10:28:00                   | Nessuna al traguardo           | Nessuna al traguardo           | Nessuna al traguardo           |
| 26.      | 1979      | Claudio Plit               | Argentina                  | 7:40:41                    | Mona Hussein                   | Egitto                         | 8:41:06                        |
| 27.      | 1980      | Claudio Plit               | Argentina                  | 9:15:51                    | Caroline Wordsworth            | Nuova Zelanda                  | 10:13:59                       |
| 28.      | 1981      | Claudio Plit               | Argentina                  | 3:31:08                    | Tina Bishoff                   | Stati Uniti                    | 4:02:15                        |
| 29.      | 1982      | Paul Asmuth                | Stati Uniti                | 6:35:03                    | Joke Van Stevaren              | Paesi Bassi                    | 8:27:01                        |
| 30.      | 1983      | Nasser El Shazly           | Egitto                     | 8:55:21                    | Irene Van Der Laan             | Paesi Bassi                    | 10:08:52                       |
|          | 1984-1985 | Competizione non disputata | Competizione non disputata | Competizione non disputata | Competizione non disputata     | Competizione non disputata     | Competizione non disputata     |
| 31.      | 1986      | Claudio Plit               | Argentina                  | 8:56:20                    | Monique Wildschut              | Paesi Bassi                    | 9:10:35                        |
| 32.      | 1987      | Paul Asmuth                | Stati Uniti                | 6:46:58                    | Irene Van Der Laan             | Paesi Bassi                    | 7:54:05                        |
| 33.      | 1988      | Paul Asmuth                | Stati Uniti                | 7:47:56                    | Anemie Landmeters              | Belgio                         | 9:08:40                        |
| 34.      | 1989      | Diego Degano               | Argentina                  | 6:40:38                    | Monique Wildschut              | Paesi Bassi                    | 7:26:30                        |
| 35.      | 1990      | David Alleva               | Stati Uniti                | 6:57:41                    | Shelley Taylor-Smith           | Australia                      | 7:44:11                        |
| 36.      | 1991      | David O’ Brien             | Australia                  | 6:48:55                    | Shelley Taylor-Smith           | Australia                      | 7:19:21                        |
| 37.      | 1992      | Diego Degano               | Argentina                  | 6:38:35                    | Marian Cassidy                 | Stati Uniti                    | 7:11:10                        |
|          | 1993-2002 | Competizione non disputata | Competizione non disputata | Competizione non disputata | Competizione non disputata     | Competizione non disputata     | Competizione non disputata     |
| 38.      | 2003      | Petar Stoychev             | Bulgaria                   | 6:47:13                    | Angela Maurer                  | Germania                       | 7:00:08                        |
| 39.      | 2004      | Yuri Kudinov               | Russia                     | 7:01:51                    | Ivanka Moralieva               | Bulgaria                       | 7:55:30                        |
| 40.      | 2005      | Petar Stoychev             | Bulgaria                   | 7:17:12                    | Britta Kamrau                  | Germania                       | 7:53:23                        |
| 41.      | 2006      | Yuri Kudinov               | Russia                     | 7:08:56                    | Angela Maurer                  | Germania                       | 7:10:13                        |
| 42.      | 2007      | Alexander Studzinski       | Germania                   | 7:04:19                    | Alessandra Romiti              | Italia                         | 7:40:41                        |
| 43.      | 2008      | Stéphane Gomez             | Francia                    | 7:33:46                    | Britta Kamrau                  | Germania                       | 7:56:26                        |
| 44.      | 2009      | Rotislav Vitek             | Rep. Ceca                  | 6:42:55                    | Camilla Frediani               | Italia                         | 7:59:36                        |
| 45.      | 2010      | Damian Blaum               | Argentina                  | 6:58:05                    | Alessandra Romiti              | Italia                         | 7:26:58                        |
| 46.      | 2011      | Rotislav Vitek             | Rep. Ceca                  | 7:05:49                    | Pilar Geijo                    | Argentina                      | 7:34:21                        |
| 47.      | 2012      | Trent Grimsey              | Australia                  | 6:29:02                    | Esther Nunez                   | Spagna                         | 7:08:02                        |
| 48.      | 2013      | Brian Ryckeman             | Belgio                     | 6:13:55                    | Martina Grimaldi               | Italia                         | 6:31:23                        |
| 49.      | 2014      | Vitalij Khudyakov          | Kazakistan                 | 6:11:27                    | Ana Marcela Cunha              | Brasile                        | 6:24:47                        |
| 50.      | 2015      | Damian Blaum               | Argentina                  | 6:22:13                    | Alice Franco                   | Italia                         | 6:29:54                        |
| 51.      | 2016      | Evgenij Pop Acev           | Macedonia                  | 6:17:04                    | Pilar Geijo                    | Argentina                      | 6:46:34                        |
| 52.      | 2017      | Matteo Furlan              | Italia                     | 3:53:37                    | Ana Marcela Cunha              | Brasile                        | 3:58:03                        |
| 53.      | 2018      | Francesco Ghettini         | Italia                     | 6:56:11                    | Barbara Pozzobon               | Italia                         | 7:19:05                        |
| 54.      | 2019      | Andrea Bianchi             | Italia                     | 6:48:32                    | Barbara Pozzobon               | Italia                         | 7:25:31                        |
| 55.      | 2020      | Marcel Schouten            | Paesi Bassi                | 6:05:07                    | Arianna Bridi                  | Italia                         | 6:04:26                        |
| 56.      | 2021      | Alessio Occhipinti         | Italia                     | 6:32:20                    | Caroline Jouisse               | Francia                        | 6:49:23                        |
| 57.      | 2022      | Alessio Occhipinti         | Italia                     | 3:57:10                    | Caroline Jouisse               | Francia                        | 3:57:10                        |
| 58.      | 2023      | Mario Sanzullo             | Italia                     | 6:56:49                    | Mayte Puca                     | Argentina                      | 7:36:39                        |
| 59.      | 2024      | Alessio Occhipinti         | Italia                     | 6:15:45                    | Mayte Puca                     | Argentina                      | 6:57:08                        |
| 60.      | 2025      | Aaaa Aaaaa                 | Template:AAA               | 0:00:00                    | Aaaa Aaaaa                     | Template:AAA                   | 0:00:00                        |

## Statistiche

### Classifica vittorie individuali

#### Uomini
| Vittorie | Atleta             | Nazione     | Vittorie consecutive |
| 5        | Giulio Travaglio   | Italia      | 4 - 1965-1968        |
| 4        | Veljko Rogosic     | Jugoslavia  | 4 - 1971-1974        |
| 4        | Claudio Plit       | Argentina   | 3 - 1979-1981        |
| 3        | Paul Asmuth        | Stati Uniti | 2 - 1987-1988        |
| 3        | Alessio Occhipinti | Italia      | 2 - 2021-2022        |
| 2        | Abdel Abou Heif    | Egitto      | 2 - 1963-1964        |
| 2        | Alfredo Camarero   | Argentina   | 2 - 1955-1956        |
| 2        | Tonatiuh Gutiérrez | Messico     | 2 - 1957-1958        |
| 2        | Damian Blaum       | Argentina   |                      |
| 2        | Rotislav Vitek     | Rep. Ceca   |                      |
| 2        | Yuri Kudinov       | Russia      |                      |
| 2        | Diego Degano       | Argentina   |                      |
| 2        | Petar Stoychev     | Bulgaria    |                      |

#### Donne
| Vittorie | Atleta               | Nazione     | Vittorie consecutive |
| 4        | Judith De Niijs      | Paesi Bassi | 3 - 1965-1967        |
| 3        | Mona Hussein         | Egitto      |                      |
| 2        | Caroline Jouisse     | Francia     | 2 - 2021-2022        |
| 2        | Shelley Taylor-Smith | Australia   | 2 - 1990-1991        |
| 2        | Barbara Pozzobon     | Italia      | 2 - 2018-2019        |
| 2        | Angela Maurer        | Germania    |                      |
| 2        | Britta Kamrau        | Germania    |                      |
| 2        | Alessandra Romiti    | Italia      |                      |
| 2        | Pilar Geijo          | Argentina   |                      |
| 2        | Ana Marcela Cunha    | Brasile     |                      |
| 2        | Mayte Puca           | Argentina   | 2- 2023-2024         |

### Classifica vittorie per nazioni

#### Uomini
| Vittorie | Nazione     |
| 12       | Italia      |
| 11       | Argentina   |
| 7        | Egitto      |
| 5        | Stati Uniti |
| 5        | Jugoslavia  |
| 3        | Siria       |
| 2        | Messico     |
| 2        | Rep. Ceca   |
| 2        | Australia   |
| 2        | Russia      |
| 2        | Bulgaria    |
| 1        | Ungheria    |
| 1        | Kazakistan  |
| 1        | Francia     |
| 1        | Belgio      |
| 1        | Macedonia   |
| 1        | Germania    |
| 1        | Paesi Bassi |

#### Donne
| Vittorie | Nazione       |
| 9        | Italia        |
| 9        | Paesi Bassi   |
| 8        | Egitto        |
| 5        | Stati Uniti   |
| 5        | Argentina     |
| 4        | Germania      |
| 2        | Ungheria      |
| 2        | Brasile       |
| 2        | Australia     |
| 2        | Francia       |
| 1        | Gran Bretagna |
| 1        | Jugoslavia    |
| 1        | Nuova Zelanda |
| 1        | Belgio        |
| 1        | Bulgaria      |
| 1        | Canada        |